# Cerendonojn Sandżaa
Cerendonojn Sandżaa (mong. Цэрэндонойн Санжаа, ur. 7 listopada 1936 w Karakorum, zm. 22 kwietnia 2019) – mongolski zapaśnik walczący w stylu wolnym. Olimpijczyk z Tokio 1964, gdzie odpadł w eliminacjach w wadze ciężkiej (97 kg).
- Turniej w Tokio 1964

W pierwszej walce przegrał z zawodnikiem radzieckim Aleksandrem Iwanickim, a potem z Węgrem Jánosem Reznákiem.